# Namida no Ondo
"Namida no Ondo" (涙の温度) é um single da banda de rock japonesa SID, lançado em 5 de dezembro de 2007. Foi música tema do programa de televisão 2ji Chao!.  Lançado em três edições, duas delas eram limitadas e incluíam um DVD extra, além de um encarte especial. É o último single indie da banda, lançado pela Danger Crue. Eles assinaram com a Ki/oon Music no ano seguinte.

## Lançamento e temas
O single foi anunciado no final de setembro de 2007. O website Barks apresentou o videoclipe da faixa e um vídeo comentário dos membros alguns dias antes do lançamento. Na edição de janeiro de 2008 da revista Fool's Mate, a banda conversou sobre o single.
A revista CD Journal e o Barks chamaram a canção de "uma balada afetuosa". Ela foi composta pelo baixista Aki e sua letra foi escrita pelo vocalista Mao.

## Desempenho comercial
Alcançou o primeiro lugar na Oricon Singles Chart indies e na parada da Tower Records de singles de rock e pop japoneses.
Na parada principal da Oricon, chegou em quarto lugar. Permaneceu na parada por sete semanas. É o 18° single mais vendido da banda, de acordo com o ranking da Oricon.

## Faixas
Todas as letras escritas por Mao. 
| N.º            | Título                      | Música         | Duração |  |
| 1.             | "Namida no Ondo" (涙の温度) | Aki            | 5:22    |  |
| 2.             | "Keirei Boui" (敬礼ボウイ)  |                | 3:37    |  |
| Duração total: | Duração total:              | Duração total: | 8:59    |  |

## Créditos
- Mao – vocal
- Shinji – guitarra
- Aki – baixo
- Yūya – bateria